# Póquer 224
El "póquer 224" es una modalidad de póquer. Puede jugarse sin límite de bote (no limit), con límite (pot limit) o con limite fijo (fixed limit). Puede jugar un numero ilimitado de jugadores, aunque generalmente juegan entre dos y seis jugadores.

## Reglas
Para las descripciones que siguen a continuación se asume cierta familiaridad con la forma de jugar de póquer, y con las manos de póquer.

Las partidas tienen cuatro rondas:

La primera: Cuando se apuesta el bote inicial

La segunda: Cuando se reparte la primera carta y se apuesta

La tercera: Cuando se reparte la última carta y se apuesta

La cuarta: Cuando se apuesta el bote final y se muestran las cartas para elegir el ganador

Al final de cada ronda, el repartidor se rota hacia la izquierda

Las cartas siguen el orden de menor a mayor: 2,3,4,5,6,7,8,9,10,J,Q,K,A

Las cartas se agrupan en colores: ♥ y ♦ rojo / ♣ y ♠ negro

## Como jugar
En una partida de cuatro jugadores, en la primera ronda, el repartidor (Jugador 1) apuesta una cantidad fija (5$), el jugador de la izquierda (Jugador 2) puede igualar la apuesta (5$) o subirla (6$). Suponiendo que todos los jugadores la igualen, al finalizar la ronda habría un bote de 20$.
En la siguiente ronda, el repartidor rota al jugador de la izquierda (Jugador 2) y reparte una carta a cada jugador, incluyéndose a él mismo. El Jugador 3 apuesta la cantidad de 7$, el Jugador 4 la iguala (7$), el Jugador 1 la sube (8$) y el Jugador 2 la iguala (8$). Al finalizar la ronda, se le sumaria al bote anterior el nuevo bote, quedando con un total de 50$, y cada jugador tendría una carta.
En la próxima ronda, el repartidor (Jugador 3) reparte la última carta todos los jugadores. El Jugador 4 apuesta la cantidad de 10$, el Jugador 1 sube la apuesta (11$), el Jugador 2 iguala la apuesta (11$) y el Jugador 3 la sube (12$). Al finalizar la ronda, se le sumaria al bote anterior el nuevo bote, quedando con un total de 94$, y cada jugador tendría 2 cartas.
En la última ronda, el repartidor (Jugador 4) apuesta una cantidad fija (20$), el jugador de su izquierda (Jugador 1) la sube (22$), el Jugador 2 la iguala (22$) y el Jugador 3 la sube (25$). Al terminar la ronda, los jugadores muestran sus cartas (mano). La mano que más puntos sume, será la ganadora y la que se lleve todo el bote (184$). Si hay varias manos ganadoras, el bote se reparte a partes iguales.

## Manos
| Mano                                          | Multiplicación | Ejemplo | Resultado   |
| --------------------------------------------- | -------------- | ------- | ----------- |
| Cartas de diferente palo                      | x1             | 2♥+4♣   | (2+4)x1=6   |
| Cartas de diferente palo y seguidas           | x2             | 2♦+3♠   | (2+3)x2=10  |
| Cartas del mismo color                        | x3             | 3♥+5♦   | (3+5)x3=24  |
| Cartas del mismo color y seguidas             | x4             | 4♣+5♦   | (4+5)x4=36  |
| Cartas del mismo palo                         | x5             | 5♥+7♥   | (5+7)x5=60  |
| Cartas del mismo palo y seguidas              | x6             | 6♦+7♦   | (6+7)x6=78  |
| Dos cartas del mismo color y del mismo número | x7             | 7♣+7♦   | (7+7)x7=98  |
| Dos cartas del mismo palo y del mismo número  | x8             | 8♠+8♠   | (8+8)x8=128 |

El mínimo resultado a obtener es 4 [2♥+2♣ = (2+2)x1=4] y el máximo 224 [A♠+A♠ = (14+14)x8=224]
- Datos: Q6093927